# 植木秀美
植木 秀美（うえき ひでみ、1982年12月1日 - ）は、日本の女性声優。青二プロダクション（ジュニア）に所属していた。神奈川県出身。

## 人物
神奈川県立新栄高等学校、筑波大学、筑波大学大学院、アミューズメントメディア総合学院卒業。
高校、大学時代はやり投の選手として活躍しており、やり投げの元・ジュニア日本記録保持者である。2002アジア選手権代表。

## 出演作品

### テレビアニメ
2010年
- RAINBOW-二舎六房の七人-（娼婦）

### ゲーム
- タクティクスレイヤー 〜リティナガード戦記〜

### 吹き替え
- ドルフ・ラングレン ターゲットゼロ（ウェイトレス 他）
- ハイジャック181（シュテファン 他）
- ブルース・リー伝説
- ボルテージMAX（マヤ 他）

### ラジオ
ラジオドラマ
- 青山二丁目劇場 こい!ここぞというとき（少女の母 他）